# 李硕卿 (画家)
李硕卿（1908年10月10日—1993年12月30日），原名松林，字云田，男，福建泉州人，中国工艺美术家、国画家，曾任中国美术家协会理事。

## 生平
祖籍惠安县涂寨镇下楼村。1908年10月10日，李硕卿在泉州城内出生。1927年，李硕卿考入上海新华艺术专科学校，1928年毕业（改名上海新华艺术大学）。